# Rupià
Rupià este o localitate în Spania în comunitatea Catalonia în provincia Girona. În 2005 avea o populație de 89 locuitori.

Municipalitatea RUPIÀ